# Нурі Більге Джейлан
Нурі Більге Джейлан (тур. Nuri Bilge Ceylan, нар. 26 січня 1959, Стамбул) — турецький кінорежисер, кінооператор, фотохудожник.

## Біографія
Нурі Більге Джейлан народився 26 січня 1959 року в Стамбулі (район Бешикташ), в сім'ї аграрія М. Еміна Джейлана. Дитинство провів на батьківщині батька в місті Енидже на північному заході Туреччини.
Закінчив стамбульський Босфорську університет за спеціальністю «Електротехніка», потім навчався кіномистецтву в університеті Мімара Синана. Займався фотографією, зняв кілька короткометражних стрічок.
Неодноразовий призер Каннського кінофестивалю. У 2014 році був удостоєний головного призу, «Золотої пальмової гілки», за постановку камерної драми «Зимова сплячка».

## Художня манера
Фільми Джейлана автобіографічні, режисер нерідко знімається в них сам, знімає своїх близьких і домашню обстановку, по образотворчої культурі вони близькі кінематографу Антоніоні, Бергмана, Тарковського.

## Фільмографія
- 1995 — Кокон / Koza (короткометражний, номінація на Золоту пальмову гілку Канського МКФ)
- 1997 — Городок / Kasaba (премії кінофестивалів у Берліні, Анже, Стамбулі, Токіо)
- 1999 — Травневі хмари / Mayis sikintisi (премії фестивалів в Анкарі, Анже, Бергамо, Буенос-Айресі, Стамбулі, Сінгапурі та ін.)
- 2002 — Відчуження / Uzak (премії Каннського МКФ, фестивалів в Чикаго, Стамбулі, Мехіко, Сан-Себастьяні, Софії, Трієсті та ін.)
- 2006 — Пори року / İklimler (премія фестивалю в Стамбулі, премія ФІПРЕССІ в Каннах та ін.)
- 2008 — Три мавпи / Üç Maymun (премія Каннського МКФ найкращому кінорежисерові)
- 2010 — Одного разу в Анатолії / Bir Zamanlar Andolu'da (Гран-прі Каннського кінофестивалю)
- 2014 — Зимова сплячка / Kış Uykusu
- 2018 — Дика груша / Ahlat Ağacı

## Нагороди
- 2014: Каннський кінофестиваль «Золота пальмова гілка» — «Зимова сплячка»
- 2014: Каннський кінофестиваль Приз ФІПРЕССІ (конкурсна програма) — «Зимова сплячка»
- 2011: Каннський кінофестиваль «Одного разу в Анатолії» Гран-прі журі
- 2011: Премія «Майстер» на Єреванському кінофестивалі «Золотий абрикос»
- 2008: Каннський кінофестиваль «Три мавпи» Найкращий режисер
- 2006: Каннський кінофестиваль «Пори року» Приз ФІПРЕССІ (конкурсна програма)
- 2004: Каннський кінофестиваль «Відчуження» Приз французької культури іноземному кінематографістові року
- 2003: Каннський кінофестиваль «Відчуження» Гран-прі журі